# بيز بادوس
بيز بادوس (بالإنجليزية: Piz Badus)‏ هو أحد جبال سلسلة جبال الألب ليبونتيني ويقع في كانتون غراوبوندن/كانتون أوري في سويسرا. يحتل المرتبة رقم 239 في قائمة جبال سويسرا من حيث الارتفاع، إذ يبلغ ارتفاعه حوالي 2928 متر، بينما يبلغ ارتفاع نتوء الجبل 529 متر، هذا وقد سجل أول وصول لقمة الجبل عام 1785.